# Selorejo (Mojowarno)
Selorejo is een bestuurslaag in het regentschap Jombang van de provincie Oost-Java, Indonesië. Selorejo telt 3762 inwoners (volkstelling 2010).